# Lerista frosti
Lerista frosti — вид сцинкоподібних ящірок родини сцинкових (Scincidae). Ендемік Австралії.

## Поширення і екологія
Lerista frosti мешкають в горах хребта Мак-Доннелл та в сусідніх районах Центральної Австралії. Вони живуть на піщаних рівнинах та серед скель, під камінням і серед опалого листя.